# چوگان

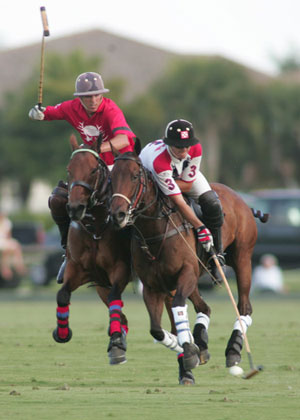

چوگان (به انگلیسی: Polo) از بازی - ورزش‌های کهن ایرانی است که امروزه به ورزشی جهانی تبدیل شده‌است. این رشته به دلیل رواج در میان پادشاهان و بزرگان به بازی شاهان معروف است. نام چوگان از نام چوبی که در آن استفاده می‌شود برگرفته شده‌است. این بازی در ابتدا عنوانی نظامی و جنگی داشت و سوارکاران ایرانی در آن استعداد اسب‌های جنگی خود را به نمایش می‌گذاشتند. ورزش چوگان امروزی از بازی چوگان ایرانی نشأت گرفته‌است.
امروزه بیش از ۷۷ کشور مسابقات و برنامه‌های ویژهٔ چوگان برگزار می‌کنند. چوگان همچنین از جمله ورزش‌هایی است که از سال ۱۹۰۰ (میلادی) تا سال ۱۹۳۹ (میلادی) به عنوان یک ورزش در مسابقات جهانی المپیک بازی شده و هم‌اکنون نیز از سوی کمیته بین‌المللی المپیک به عنوان یکی از ورزش‌های جهانی شناخته شده‌است و از دیرباز در خود ایران بازی می‌شده و قدمتی بیش از دوهزار ساله دارد اما این ورزش در زادگاه خود ایران چندان مورد اقبال عمومی نیست. به طوری که در جهان جزو تیم‌های برتر نیست؛ و لازم است ذکر شود در سال ۱۹۳۶ در المپیک برلین با توجه به عدم وجود اجماع جهانی یا حداقل حمایت از طرف کشور خاستگاه آن ایران از بازی‌های المپیک حذف شد.

## چوگان در المپیک
بازی چوگان در المپیک های آتن (۱۸۹۶)؛ پاریس (۱۹۰۰)؛ سنت لوئیس(۱۹۰۴)؛ لندن (۱۹۰۸) استکهلم(۱۹۱۲)؛آنتورپ (۱۹۲۰)پاریس(۱۹۲۴)؛آمستردام(۱۹۲۸)لس آنجلس(۱۹۳۲)  
فهرست بازی های المپیک

## تاریخچه

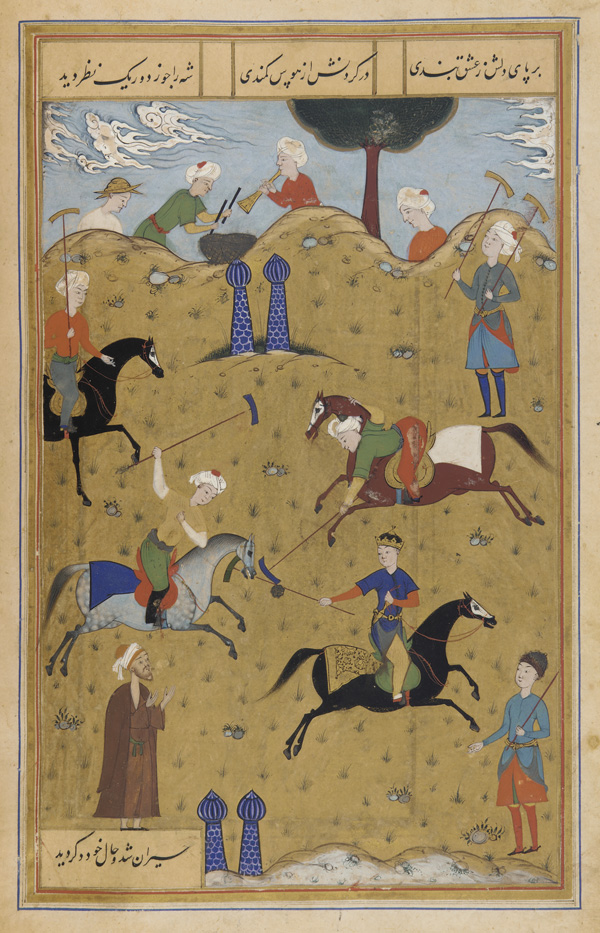
یک اثر نگارگری که بازی چوگان را نمایش می‌دهد.

این بازی از نزدیک ۶۰۰ سال قبل از میلاد در ایران شکل گرفت و در زمان هخامنشیان بازی می‌شده‌است. چوگان به هنگام کشور گشایی داریوش اول در هند، در آن سرزمین رواج یافت. همچنین در دوره ساسانیان بخشی از فرهنگ بازی‌های این دوره بوده‌است.
پس از اسلام تازیان بازی چوگان را از ایرانیان آموختند و آن را «صولجان» نامیدند. رودکی نخستین شاعری است که پس از اسلام از چوگان گفتگو می‌کند و فردوسی نیز فراوان از آن نام می‌برد. فردوسی قصهٔ چوگان بازی سیاوش و افراسیاب را به نظم درمی‌آورد و در جای دیگری می‌گوید:
| همه کودکان را به چوگان فرست |  | بیارای گوی و به میدان فرست |

سعدی، حافظ، ناصرخسرو رودکی و مولانا هم به چوگان اشاره کرده‌اند.
مغولان پس از حمله به ایران و در زمانی که با فرهنگ و هنر ایران آشنا می‌شوند چوگان بازی را نیز یادگرفته و در سراسر امپراطوری وسیع خود رواج می‌دهند. می‌توان گفت که گرایش کشورهای شرق آسیا به چوگان به همین دلیل است. از این دوره به‌عنوان جدّی‌ترین برهه خروج چوگان از ایران یاد می‌شود.
چوگان در دوره صفویه به شکوفایی رسید.
سفرنامه نویسان پرتغالی در دوران پادشاهی اوزون حسن در بازدید از جزیره هرمز چنین گفته‌اند؛ اهالی هرمز سوارکاران بی مانندی هستند و چوگان می بازند. 
اسناد تاریخی نشان داده‌اند که شاه عباس چوگان باز بوده‌است و حتی پیش از اینکه به اصفهان بیاید در قزوین که پایتخت ایران بوده چوگان بازی می‌کرده‌است. همچنین میدان نقش جهان اصفهان برای چوگان بازی بنا نهاده شده بود.
اروپاییان در زمان صفویان و در زمان استعمار خود در هند، با این بازی آشنا شدند و افسران انگلیسی نیز به‌طور حرفه‌ای چوگان را در باشگاه کلکته آموخته و با خود با انگلیس بردند. بعدها نیز ورزش‌هایی از قبیل گلف و هاکی پدیدآوردند که دسته‌های استفاده شده در این بازی‌ها به همان چوب چوگان برمی‌گردد. در سال ۱۸۶۰ (میلادی) چوگان در انگلیس متداول می‌شود. سپس از این کشور بازی به آمریکای جنوبی می‌رود و به شدت رواج می‌یابد چنان‌که اکنون چوگان در آمریکای جنوبی از همه جای دنیا بیشتر بازی می‌شود و طرفداران بسیاری نیز دارد.
این ورزش در ایران پس از صفویان کم‌کم‌رو به فراموشی رفت. البته در زمان پهلوی، در ارتباط با اروپاییان، چوگان دوباره مورد توجه قرار گرفت، ولی مانند گذشته رواج نیافت. امروزه سعی می‌شود توجه بیشتری به این ورزش نشان داده شود. همچنین اقداماتی برای تاُسیس زمین‌هایی سرپوشیده برای زنان انجام شده‌است.
چوگان بازی بی‌انگیزه‌ای نبوده‌است و کاملاً یک بازی استراتژیک است که آمادگی سوار و اسب را با هم نیاز داشته‌است. سوار و اسب در بازی چوگان مشق رزم می‌کرده‌اند. اسب وقتی مقابل مانعی قرار می‌گیرد، فرار می‌کند اما اسب چوگان به سمت مانع رفته و خود را در شرایطی قرار می‌دهد که سوار، چوگان بزند. اسبی که خود با شرایط چوگان باز در میدان تطبیق می‌دهد براحتی در میدان جنگ نیز حضور می‌یابد.

## مشخصه‌های زمین چوگان
طول و عرض زمین چوگان به ترتیب ۲۷۴ و ۱۴۵ متر است (البته در کشور ایالات متحده آمریکا و آرژانتین به همراه برزیل این ابعاد کمی از استاندارد رایج بزرگ‌تر می‌باشد). طول دروازه نیز ۷ متر می‌باشد.

## مدت زمان مسابقه
یک بازی چوگان به ۶ دوره زمانی (چوکه) که هر کدام ۷ دقیقه می‌باشد تقسیم می‌شود. البته این استاندارد مربوط به کشور انگلستان می‌باشد ولی در آرژانتین و آمریکا این مدت زمانی به هشت قسمت تقسیم شده و بین هر چوکه استراحتی معادل۳ دقیقه و بین دو نیمه ۵ دقیقه در نظر گرفته می‌شود.

## تعداد بازیکنان

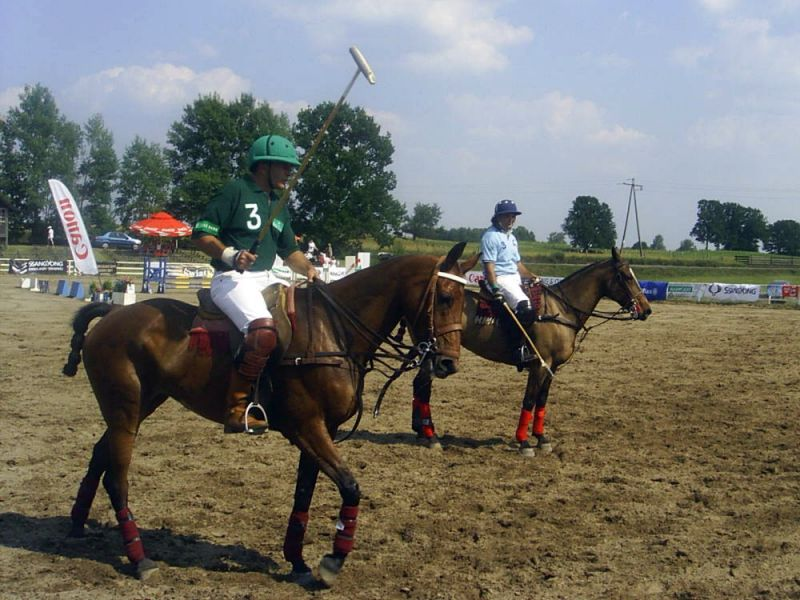

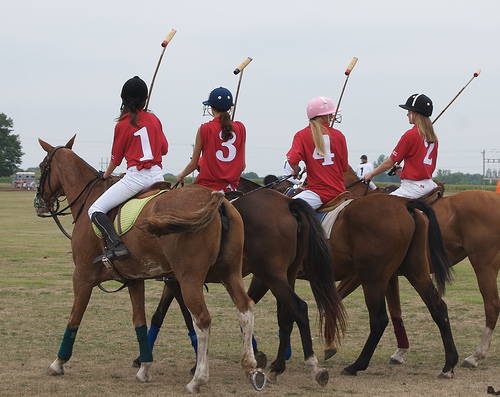
تیم زنان چوگان ایالات متحده

در هر تیم چهار نفر بازی می‌کنند. نفر اول یک مهاجم است و کار او حمله و نیز کمک به مدافع است. نفر دوم نیز مهاجم است، ولی وظیفه او در دفاع مهم‌تر است. نفر سوم که معمولاً بهترین بازیکن تیم است، وظیفه دارد تا حرکات دفاعی را به ضد حمله تبدیل کند. نفر چهارم نیز مدافع است و وظیفه دارد توپ را از دروازه دور کند. از آن جایی که چوگان بازی‌ای با روند سریع است، امکان دارد بازی کنان یک تیم در قسمت‌های مختلفی از زمین قرار گیرند که مربوط به وظیفه بازیکن دیگر باشد. در این حالت باید وظایف آن بازیکن را انجام دهند تا به جای خود بازگردند.

## هدف و قوانین بازی
هدف این بازی فرستادن توپ در دروازهٔ حریف می‌باشد.
هنگامی که توپ از پشت دروازه خارج می‌شود، پرتاب توپ به تیم مورد حمله قرار گرفته تعلق می‌گیرد، مگر این که خود این تیم باعث خارج شدن آن شده باشد. در این صورت به تیم مقابل یک پرتاب آزاد (از ۸۴ متری محل خروج) تعلق می‌گیرد.
پس از هر گل، دو تیم زمین خود را تعویض می‌کنند و داور توپ را در مرکز زمین قرار می‌دهد.
در صورتی که دو تیم برابر شوند، وقت اضافی به آن‌ها تعلق می‌گیرد و اولین تیمی که گل بزند برنده اعلام می‌شود.
هنگامی که بازیکنی به سمت جهتی که توپ در آن پرتاب شده‌است می‌تازد، تقدم با اوست در صورتی که (و تنها در این صورت) که توپ در سمت راست او باشد. در این صورت هیچ بازکنی اجازه ندارد راه او را سد کند، مگر آن که در فاصلهٔ معقولی قرار گیرد که هیچ جای خطر نباشد.

## خطاهای ورزش چوگان
1. قطع مسیر سوارکاری که در طول مسیر خود در حال زدن توپ است و با این کار، انداختن جان او در مخاطره.
2. ضربه زدن از جهت مخالف (از سمت چپ).
3. سوارکاری یا زدن ضربه به شکلی که برای سایر سوارکارها خطرناک باشد.

## انواع جریمه های چوگان
1. احتساب یک گل برای تیم مقابل درصورت برخورد خطرناک یا خطای عمد در نزدیکی دروازه.
2. زدن یک ضربه آزاد از فاصله ۲۷ متری در جهت مخالف دروازه، و قرار گرفتن مدافعین در پشت خط دروازه. مدافعین تنها زمانی اجازهٔ دخالت دارند که ضربه زده شود.
3. زدن یک ضربه آزاد از فاصله ۳۶ متری با همان شرایط.
4. زدن یک ضربه آزاد از فاصله ۵۴ متری به‌طوری‌که هیچ مدافعی تا فاصله ۲۷ متری نقطه زدن توپ قرارداشته باشد.
5. زدن یک ضربه آزاد از وسط زمین (بدون وجود قانونی مانند آفساید و… مانند فوتبال).
6. زدن یک ضربه آزاد از محل وقوع خطا. در این شرایط هیچ مدافعی نباید تا فاصله ۲۷ متری از نقطه زدن ضربه قرار داشته باشد.
7. کرنر مانند فوتبال وجود ندارد ولی حرکتی مشابه به شکل زیر انجام می‌گیرد: یک ضربه آزاد از فاصله ۵۴ متری دروازه به این شرط که مدافعین در فاصله ۲۷ متری از زدن ضربه قرارداشته باشند.

## داوری در چوگان
بازی چوگان توسط دو سر داور و یک داور قضاوت می‌شود. سرداوران برای اینکه در کم و کیف بازی قرار داشته باشند سوار بر اسب می‌باشند. در صورت توافق بین کاپیتان‌های دو تیم می‌توان قضاوت را به دو سرداور واگذار کرد ولی در صورت عدم توافق بین آن دو، تصمیم‌گیری حکم قطعی به عهده داور سوم است.

## شروع مسابقه چوگان
در ابتدای شروع مسابقه، هر دو تیم در میانه زمین و پشت خط میانی صف آرایی کرده و چیدمان مخصوص به خود را می‌گیرند. سپس داور توپ را از فاصله ۶/۴ متری به میان آن‌ها پرتاب می‌کند و بازی با تصاحب توپ از طرف یکی از دو تیم شروع می‌شود.

## توقف بازی
توقف مسابقه چوگان در شرایط معمولی فقط در زمان پایان یک چوکه، جهت استراحت و تعویض اسب‌ها صورت می‌گیرد، ولی اگر در میان یک چوکه یکی از اتفاقات زیر رخ دهد داور می‌تواند دستور توقف بازی را صادر نماید:
- زمین‌خوردن یکی از اسبها در حین مسابقه.
- مصدوم شدن یک اسب بر اثر سانحه یا اتفاقی غیرمنتظره برای یکی از اسب‌ها (در صورت زمین‌خوردن سوار کار از اسب به‌طوری‌که اتفاق جدی برای سوارکار رخ نداده باشد، بازی همچنان ادامه خواهد داشت).

## نحوه ثبت امتیازات
زمانی یک امتیاز برای تیمی ثبت می‌شود که توپ از خط دروازه آشکارا بگذرد و داور صحت آن را تصدیق نماید. در صورتی که توپ به قسمت فوقانی دروازه برخورد کند ثبت امتیاز مشروط به تاُیید داور است.

## اسب‌های چوگان
در ورزش چوگان معمولاً از اسبهای کوتاه قد استفاده می‌شود، بدین منظور اسب های کوچک از جایگاه ویژه‌ای برخوردارند. در یک بازی معمولاً از یک اسب حداکثر در دو چوکه استفاده می‌شود، البته باید بین آن‌ها یک چوکه استراحت به اسب داده شود.

## وسایل ضروری اسب در حین مسابقه چوگان
- بانداژ برای حفاظت چهار ساق اسب به منظور عدم برخورد ضربات توپ یا چوب چوگان به ساق‌ها.
- انتخاب افسار (دهنه، لگام) مناسب جهت کنترل هرچه بهتر اسب در حین مسابقه.

## وسایل ضروری سوارکار
- کلاه ایمنی مخصوص چوگان
- دستکش
- شلاق چوگان که اندازه آن تقریباً معادل ۱۰۶ سانتیمتر می‌باشد و علت آن نیز سهولت استفاده از آن حین مسابقه‌است.
- چکمه سوارکاری بدون بند
- زانو بند

## اندازه چوب چوگان و گوی
چوب چوگان دارای طولی معادل ۱۲۹ سانتی متر می‌باشد که انتهای آن به صورت استوانه‌ای است. معمولاً برای ساخت آن از چوب بامبو یا چوب‌های سبک و مقاومی همچون چوب درخت خرمالو استفاده می‌شود. قطر گوی حدود نیز ۷۶ تا ۸۹ میلی متر است و در حدود ۱۲۰–۱۳۵ گرم وزن دارد، جنس گوی از چوب بید یا بامبو می‌باشد. البته در بازی‌های تمرینی از نوع پلاستیکی و فومی آن هم استفاده می‌شود.

## ثبت جهانی چوگان

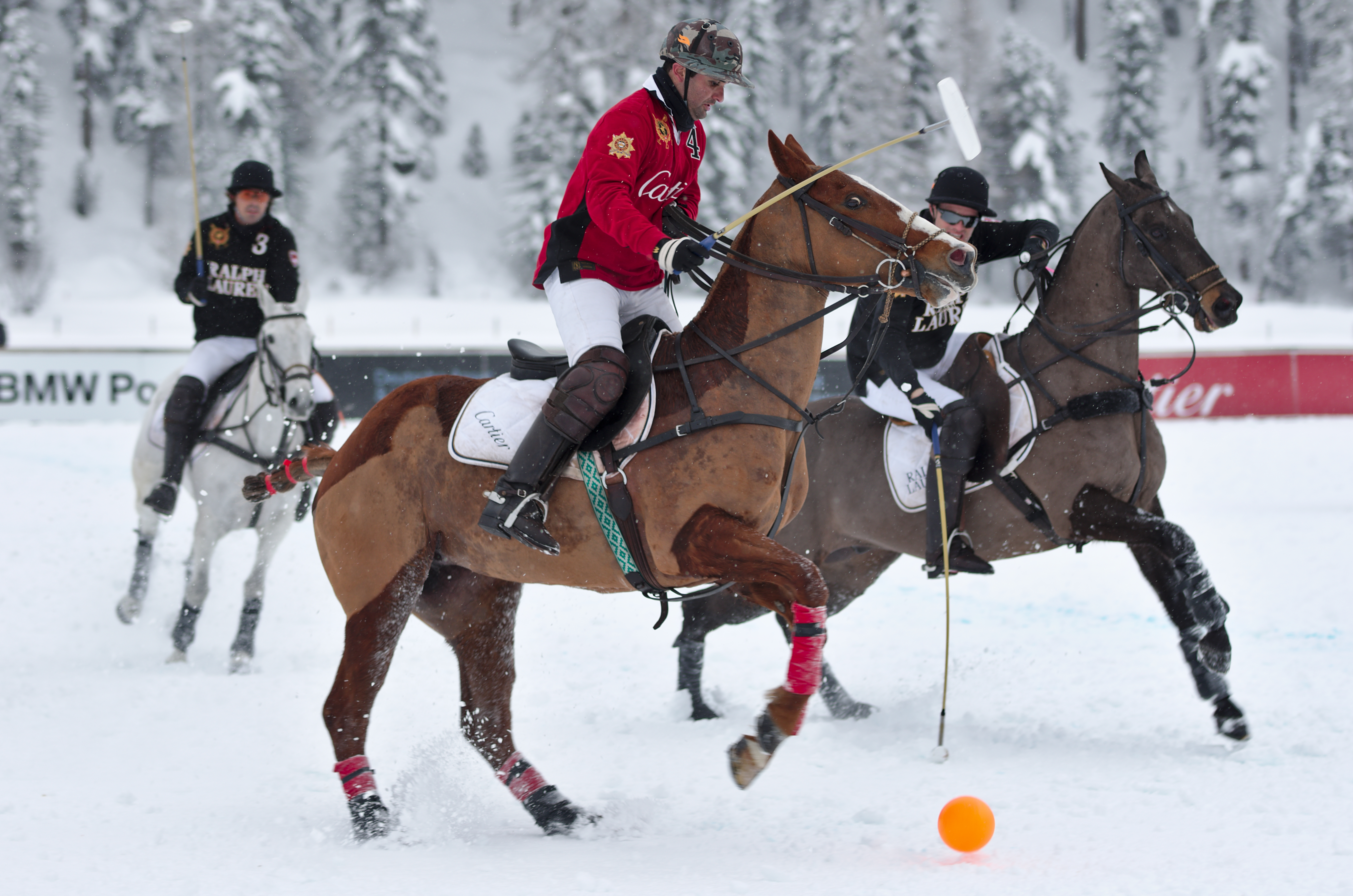
نگاره‌ای از مسابقهٔ چوگان روی برف بین تیم‌های چوگان کارتیه و رالف لورن، در ۳۰مین دورهٔ جام جهانی چوگان روی برف در شهر سنت موریتز، سوئیس

جمهوری آذربایجان در ۱۲ آذر ماه ۱۳۹۲ خورشیدی تصمیم داشت چوگان را در یونسکو به نام خود ثبت کند اما درخواستش در هشتمین نشست کمیته میراث  یونسکو در باکو پذیرفته نشد و تنها این کشور توانست بازی محلی قره باغ را به عنوان چوگان آذربایجانی ثبت کند. ابوالفضل قارایف نماینده جمهوری آذربایجان در حاشیه این اجلاس ضمن تشکر از حساسیت کشورهای مختلف به‌خصوص نسبت به ثبت بازی چوگان گفت: چوگان یک بازی مشترک منطقه‌ای و یک میراث مشترک فرهنگی است و همه کشورها از جمله ایران می‌توانند در ثبت مشترک جهانی آن سهیم باشند. وی مواریث مشترک را موجب وحدت و دوستی کشورها خواند و گفت جمهوری آذربایجان به هیچ‌وجه مایل نیست این بازی موجب اختلاف کشورها گردد.
ایران چوگان را در میراث  جهانی در یونسکو به نام خود ثبت کرده‌است.